# Kolenohelea kindiae
Kolenohelea kindiae är en tvåvingeart som beskrevs av Clastrier 1984. Kolenohelea kindiae ingår i släktet Kolenohelea och familjen svidknott.
Artens utbredningsområde är Guinea. Inga underarter finns listade i Catalogue of Life.